# Улица Уточкина (Санкт-Петербург)
Улица У́точкина — улица в Приморском районе Санкт-Петербурга. Проходит от Комендантской площади до площади Сикорского. Название было присвоено 9 марта 1987 года в честь Сергея Уточкина.

## Примыкания и пересечения
- Комендантская площадь (улица Ильюшина, Комендантский проспект, проспект Испытателей, Гаккелевская улица)
- площадь Сикорского (проспект Королёва)

## Транспорт
Ближайшая к улице Уточкина станция метро — «Комендантский проспект» 5-й (Фрунзенско-Приморской) линии, так же улицу пересекают автобусные маршруты N° 76, 112, 134А, 134Б, 170, 180, 182, 194, 221 и троллейбусные маршруты N°2, 25, 50 и 52.